# Rhinodia jucundaria
Rhinodia jucundaria là một loài bướm đêm trong họ Geometridae.